# 希罗菲卢斯

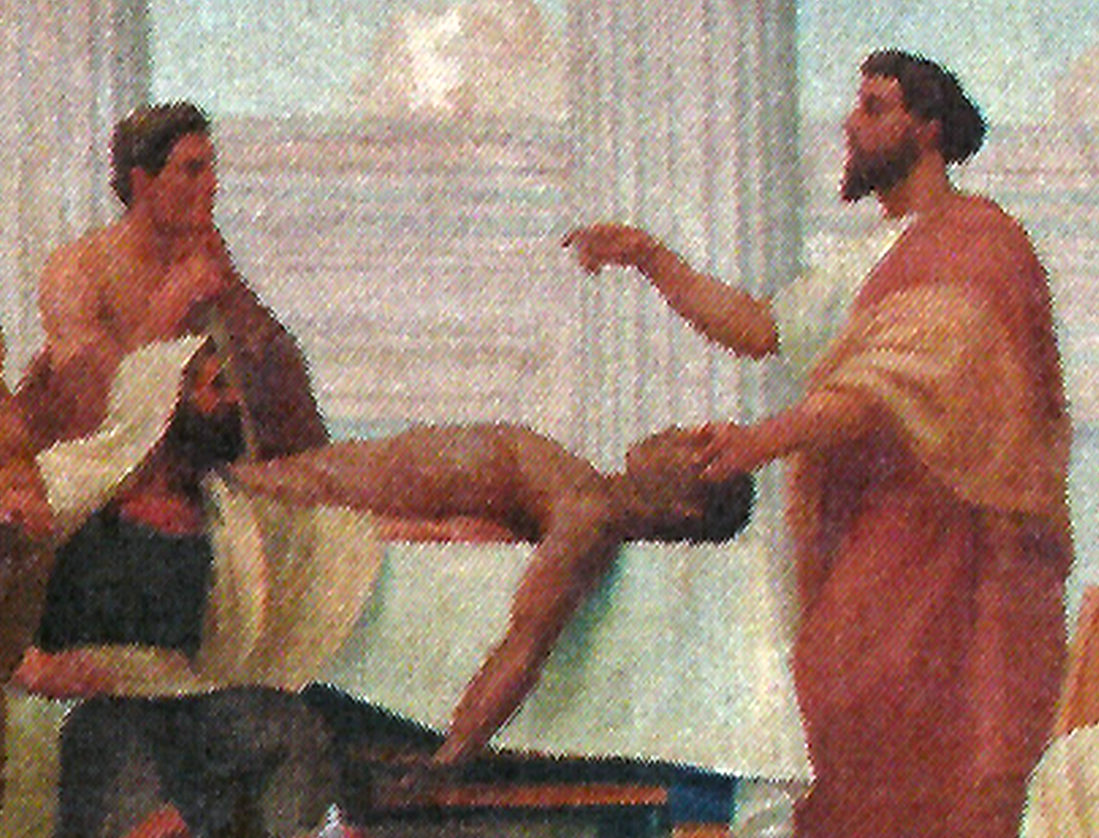
希羅菲盧斯（右）教授解剖學，Veloso Salgado《科學醫術》，1906年，現里斯本新大學醫學院館藏

希罗菲卢斯（古希臘語：、/hɪˈrɒfɪləs/） 公元前335-280 – 公元前255，是一名希臘醫生及最早的解剖學家之一，出生於迦克墩。用人脑做实验，开创了神经解剖学，在超过2000年前发现了神经系统，证明了神经从脑部起源。

## 成就
公元前三世纪，希罗菲卢斯和埃拉西斯特拉图斯经国王允许从监狱中获取犯人身体进行解剖。他取得了两点成就，一是在医学领域建立了“小”文化，即对身体微小结构的认知。他发现了神经的存在，区分了运动神经和感觉神经，分辨了脑室、眼角膜和视网膜。他是第一个精确描述了肝，对胰腺、卵巢、输卵管和子宫进行深入研究的人。
他的第二个成就是对身体的数学处理，认为胚胎的发展有阶段性，疾病有周期性。他还用钟表测量出了脉搏率，并把它用作一种诊断手段。他还注意到了伤口的几何图形：圆形伤口比其他伤口愈合得慢。

## 延伸阅读
- Dean-Jones, Lesley.  Revised. Oxford: Clarendon Press. 1994. ISBN 0-19-814767-8.
- Lloyd, G. E. R. . New York: Norton. 1973. ISBN 0-393-04371-1.
- Lloyd, G. E. R. . Cambridge: Cambridge University Press. 1983. ISBN 0-521-25314-4.
- Longrigg, James. . History of science; an annual review of literature, research, and teaching. 1981, 19: 155–200. PMID 11610979.
- Potter, Paul. . Bulletin of the history of medicine. 1976, 50 (1): 45–60. PMID 769875.
- Solmsen, Friedrich. . Museum Helveticum. 1961, 18: 150–197.
- von Staden, Heinrich. . Meyer, Ben F.; Sanders, E. P.  (编). . London: SCM Press. 1982.